# Jan VII Horneburg
Jan VII Horneburg (zm. 16 czerwca 1555 w Beeskow) – duchowny rzymskokatolicki. Był ostatnim katolickim biskupem diecezji lubuskiej.
Studiował teologię i prawo na uniwersytetach w: Wittenberdze, Lipsku i Bolonii. Następnie przebywał na dworach arcybiskupich w Moguncji i Magdeburgu.
W 1550 został nominowany biskupem lubuskim. Na jego elekcję wpływ miały przede wszystkim głosy margrabiego brandenburskiego, który narzucił jego kandydaturę kapitule katedralnej. 5 października 1551 r. otrzymał bullę nominacyjną. 10 kwietnia 1552 r. został konsekrowany przez arcybiskupa gnieźnieńskiego Mikołaja Dzierzgowskiego.
Biskup zmarł w 1555 r. Na jego następcę został powołany przez kapitułę małoletni Joachim Fryderyk Hohenzollern.
Wybór ten oznaczał praktyczny koniec katolickiego biskupstwa lubuskiego. W latach 1555–1571 margrabia Jan Jerzy Hohenzollern, sprawujący pełną opiekę nad synem, a używający tytułu administratora diecezji lubuskiej przeprowadził sekularyzację dóbr kościelnych oraz wprowadził luterańską ordynację kościelną. Później z kolei losy diecezji niewiele obchodziły Joachima Fryderyka. Jego związek ze sprawowanym biskupstwem polegał prawie wyłącznie na nominalnym używaniu tytułu kościelnego i pobieraniu z niego beneficjów. W 1598 roku biskup porzucił swoją funkcję w chwili objęcia stanowiska elektora brandenburskiego. Jego następca nie został nominowany. Funkcje administracyjne przeszły na superintendentów luterańskich.